# Eleição presidencial em Artsaque em 2012
As eleições presidenciais foram realizadas em Artsaque em 19 de julho de 2012. O presidente em exercício Bako Sahakyan foi reeleito para um segundo mandato de cinco anos, recebendo cerca de dois terços dos votos.

## Campanha
Quatro candidatos inscritos para concorrer na eleição; O atual presidente Bako Sahakyan, o vice-ministro da Defesa Vitaly Balasanyan, o reitor da Universidade de Stepanakert Arkady Soghomonyan e Valery Khachatryan. Khachatryan mais tarde saiu da corrida eleitoral.
Como parte da campanha, Balasanyan enviou uma carta aberta a Sahakyan, alegando que "as autoridades acumularam uma vasta experiência de fraude, envolvimento ilegal da aplicação da lei e agências de segurança nacional nos processos eleitorais, uma inflação do número de eleitores nas listas de eleitores, diferentes tipos de pressão sobre os eleitores, etc. Isso levou à apatia na sociedade, à desconfiança das pessoas no processo eleitoral no país e ao declínio da imagem do Estado."
A campanha terminou em 17 de julho à meia-noite, sem campanha permitida na véspera da eleição.

## Conduta
As eleições contaram com a presença de mais de 100 observadores; entre eles estavam 80 observadores internacionais de países como Rússia, Armênia, Estados Unidos, França, Canadá, Irlanda, Polônia, Chipre, Alemanha, Bélgica, Israel, República Tcheca, Hungria, Áustria, Bulgária. Um total de 93 jornalistas foram credenciados para cobrir as eleições, 50 da mídia estrangeira.

## Resultados
Um total de 98.909 eleitores se inscreveram para as eleições. A votação ocorreu em 274 distritos eleitorais, com um local de votação adicional em Erevã, Armênia.
| Candidato                            | Partido                              | Votos  | %      |
| ------------------------------------ | ------------------------------------ | ------ | ------ |
| Bako Sahakyan                        | Independente                         | 47,095 | 66.65  |
| Vitaly Balasanyan                    | Independente                         | 22,967 | 32.51  |
| Arkady Soghomonyan                   | Independente                         | 593    | 0.84   |
| Total                                | Total                                | 70,655 | 100.00 |
|                                      |                                      |        |        |
| Votos válidos                        | Votos válidos                        | 70,655 | 96.84  |
| Votos inválidos/em branco            | Votos inválidos/em branco            | 2,303  | 3.16   |
| Total de votos                       | Total de votos                       | 72,958 | 100.00 |
| Eleitores registrados/comparecimento | Eleitores registrados/comparecimento | 99,227 | 73.53  |
| Fonte: CEC                           |                                      |        |        |